# 대한민국 민법 제270조
대한민국 민법 제270조는 분할로 인한 담보책임에 대한 민법 물권법 조문이다.

## 조문
제270조(분할로 인한 담보책임)공유자는 다른 공유자가 분할로 인하여 취득한 물건에 대하여 그 지분의 비율로 매도인과 동일한 담보책임이 있다.

第270條(分割로 因한 擔保責任)共有者는 다른 共有者가 分割로 因하여 取得한 物件에 對하여 그 持分의 比率로 賣渡人과 同一한 擔保責任이 있다.

## 참고 문헌
- 오현수, 일본민법, 진원사, 2014. ISBN 978-89-6346-345-2
- 오세경, 대법전, 법전출판사, 2014 ISBN 978-89-262-1027-7
- 이준현, LOGOS 민법 조문판례집, 미래가치, 2015. ISBN 979-1-155-02086-9

## 같이 보기
- 공유